# Aplidium aurorae
Aplidium aurorae är en sjöpungsart som först beskrevs av Radovan Harant och Vernières 1938.  Aplidium aurorae ingår i släktet Aplidium och familjen klumpsjöpungar. Inga underarter finns listade i Catalogue of Life.